# 莫塔巴卢菲
莫塔巴卢菲（義大利語：Motta Baluffi），是意大利克雷莫纳省的一个市镇。总面积16平方公里，人口1011人，人口密度63.2人/平方公里（2009年）。国家统计（ISTAT）代码为019061。